# Frančišek Saleški
‎
Frančišek Saleški, francoski rimskokatoliški duhovnik, škof, teolog, filozof, svetnik in cerkveni učitelj,  * 21. avgust 1567 Thorens, (Savojsko, Francija) † 28. december 1622, Lyon, Francija).